# Kristin Olsoni
Kristin Olsoni född 1937 i Helsingfors, är en finländsk regissör och teaterledare.
Hon var sedan 1991, tillsammans med Martin Kurtén, ledare för Klockriketeatern.

## Teater

### Pjäser
- Det kommer aldrig att ske

### Regi
- 1980 – Århundradets kärlekssaga av Märta Tikkanen, Stockholms stadsteater
- 1983 – När man har känslor av Maria Jotuni, Stockholms stadsteater

## Priser och utmärkelser
- 1992 – Harry Martinson-priset
- 2004 – Pro Finlandia-medaljen[2]